# Hans-Jürgen Liebscher
Hans-Jürgen Liebscher (* 29. Mai 1936 in Bautzen; † 2. Februar 2021 in Vallendar) war ein deutscher Geophysiker und Hydrologe.

## Leben
Hans-Jürgen Liebscher besuchte von 1942 bis 1950 die Volksschule in Wilthen. Wegen der gesellschaftlichen Stellung seines Vaters als Unternehmer wurde ihm der Besuch einer weitergehenden Schule in der DDR verwehrt. Daher ging er von 1950 bis 1956 auf die Sophie-Scholl-Oberschule in West-Berlin. Er studierte von 1956 bis 1960 Physik an der Technischen Universität Berlin und von 1960 bis 1961 Geophysik an der Ludwig-Maximilians-Universität München. Dort schrieb er seine Dissertation über die Erdkrustenstruktur im deutschen Alpenvorland und wurde 1963 zum Dr. rer. nat. promoviert. Im Jahr 1975 wurde ihm nach seiner Habilitation über den Wasserhaushalt im Oberharz an der Rheinischen Friedrich-Wilhelms-Universität Bonn die Venia Legendi für das Gebiet Hydrometeorologie erteilt. Dort hielt er bis 2001 regelmäßig Vorlesungen über Hydrologie. 1986 wurde ihm die Bezeichnung außerplanmäßiger Professor verliehen.
Hans-Jürgen Liebscher war von 1963 bis 1965 bei der Preussag beschäftigt. 1965 wechselte er zur Bundesanstalt für Gewässerkunde (BfG) in Koblenz und übernahm das Referat für Hydrometeorologie und Wasserhaushalt. Dort wurde er 1973 zum Fachgruppenleiter und 1985 zum Abteilungsleiter „Qualitative Gewässerkunde“ befördert, die er bis zu seiner Pensionierung im Jahr 2001 als Leitender Regierungsdirektor innehatte. Während dieser Zeit war er seitens der BfG in folgenden nationalen und internationalen wissenschaftlichen Ausschüssen und Beiräten tätig:
- Mitglied der Commission for Hydrology (CHy) der Weltorganisation für Meteorologie (WMO)
- Vorsitzender der WMO-CHy Working Group for Operational Hydrology, Climate and Environment
- Nationaler Vertreter der Bundesrepublik Deutschland im Zwischenstaatlichen Rat der UNESCO für das Internationale Hydrologische Programm (IHP)
- Vorsitzender des wissenschaftlichen Beirats für das IHP der UNESCO
- Nationaler Vertreter der Bundesrepublik Deutschland der International Association of Hydrological Sciences (IARS)
- Vorsitzender der Fachgruppe Hydrologie im Deutschen Verband für Wasserwirtschaft und Kulturbau
- Präsident der internationalen Kommission für die Hydrologie des Rheingebietes (KHR)
- Vorsitzender des Gutachterausschusses der Deutschen Forschungsgemeinschaft (DFG) für Hydrologie und Wasserwirtschaft
- Vorsitzender des International Steering Committee für das Global Runoff Data Centre (GRDC)

Neben diesen Aufgaben in der BfG war er seit 1982 ebenso Schriftleiter der Zeitschrift „Hydrologie & Wasserbewirtschaftung, HyWa“ (ehem. Deutsche Gewässerkundliche Mitteilungen, DGM). Während seiner wissenschaftlichen Tätigkeit an der BfG war er nicht nur Autor einer Vielzahl von Veröffentlichungen und Berichten in verschiedenen nationalen sowie internationalen Fachzeitschriften, Journalen und Büchern, sondern auch Mitherausgeber und -autor der Publikation „Allgemeine Hydrologie – Quantitative Hydrologie“, erschienen im Jahr 1990, das als ein „Standardwerk“ in der deutschsprachigen Hydrologie bezeichnet werden kann. Auch an einem weiteren, bedeutenden Werk in der Hydrologie war er maßgeblich beteiligt, dem „Hydrologischen Atlas von Deutschland“. Desgleichen war er Mitautor des „Lexikon der Geowissenschaften“. Und auch nach seinem Ausscheiden aus der BfG war er als Autor tätig, und hat zusammen mit einem ehem. Kollegen ein Werk zum Themenfeld „Hydrologische Modellierung“ geschrieben.
2014 bekam Hans-Jürgen Liebscher den deutschen Hydrologiepreis und die Ehrenmitgliedschaft der Deutschen Hydrologischen Gesellschaft (DHG) verliehen.